# Дело
Газета «Дело» — українське інтернет-видання, що розпочало свою роботу з випуску щоденної російськомовної газети. Перший номер газети «Дело» вийшов у світ 19 жовтня 2005. Це найбільший проєкт видавництва «Економіка», яке також випускає аналітичний тижневик «Інвестгазета», щоквартальний журнал «ТОП-100. Рейтинг найкращих компаній України», професійне видання про маркетингові комунікації та медіа «Marketing Media Review» та інші вузькоспеціалізовані видання сектору B2B.

## Редакція
Головним редактором газети «Дело» є Панченко Галина.
Заступники головного редактора — Микола Бабич та Підвезяний Микола.
Керівник служби on-line-технологій Інтернет-порталу газети «Дело» — Максон Пуговський.

## Власник видавництва «Економіка»
З 1995 до 2005 року у видавництва «Економіка» було три співвласники — Ляшенко Ігор, Шум Станіслав та Отченаш Анатолій (інвесткомпанія «Автоальянс-XXI століття»). У 2005 році Отченаш Анатолій продав свою частину акцій і вийшов із бізнесу. У той же час були залучені нові акціонери — видавнича група Handelsblatt Publishing Group (Німеччина) — 51 % акцій, Павел Мирослав — 20 % акцій.
У 2008 році Handelsblatt Publishing Group ухвалили рішення залишити ринок Східної Європи й Україну в тому числі. Влітку того ж року контрольний пакет акцій видавництва «Економіка» був куплений компанією, що управляє бізнесом Віктора Пінчука EastOne і склав 71 % акцій.

## Концепція
Контент газети «Дело» — це новини бізнесу, економіки, політики та інших сфер, інтерв'ю зі знаковими й значущими особистостями, всебічні огляди різних ринків і основних тенденцій на них, ексклюзивні коментарі авторитетних експертів: їх позиції, думки і прогнози, особистий досвід і класичні приклади успішної побудови бізнесу, поради та консультації з широкого кола питань, пов'язаних з веденням бізнесу та підприємницькою діяльністю в Україні.
У 2009 році газета «Дело» веде ряд гарячих тем, пов'язаних зі світовою фінансовою кризою і її наслідками для України:
- Фінансова криза;
- Банки та кризу;
- Укрпромбанк;
- Банк Надра;
- Родовід Банк;
- Кредити / Депозити.

Також газета «Дело» регулярно проводить власні дослідження та рейтинги у різних напрямках. У 2009 році було опубліковано: «Рейтинг надійних банків України», «Найкращі філантропи України» і «Хроніка проблемних банків».

## Резонансні публікації
У лютому 2008 р. газета «Дело» провела журналістське розслідування діяльності компанії Lionebank. Газета попередила читачів про те, що по суті Lionebank є фінансовою пірамідою, а співпраця з компанією небезпечна з точки зору вітчизняного законодавства. Згодом ці відомості підтвердилися: компанія звалилася, керівництво Lionebank опинилося за ґратами, а тисячі довірливих клієнтів компанії досі намагаються повернути свої гроші.
Ще однією аферою, про яку «Дело» попередило своїх читачів, стала група компаній King's Capital. «Дело» вказало на ризикованість вкладень грошей у King's Capital, відсутність гарантій повернення коштів і непрозорість бізнес-схем компанії. Припущення про можливе шахрайство виявилися справжніми — в листопаді 2008 року був заарештований керівник King's Capital Олександр Бандурченко. МВС України відкрило кримінальну справу з приводу діяльності групи компаній King's Capital.